# Budapest–Érsekújvár–Pozsony–Marchegg-vasútvonal
A Budapest–Érsekújvár–Pozsony–Marchegg-vasútvonal a történelmi Magyarország legfontosabb vasúti fővonala volt, mely ma is az európai törzshálózat része és jelentős forgalmat bonyolít le az utódállamok területén.

## Története

### Az első világháború végéig
A magyar kormány vasútépítési terveiben kezdettől fogva a legfontosabb feladatként jelölték meg a Pestről Pozsonyon át Bécsbe vezetendő, úgynevezett „bal parti” vasút megépítését. A munkálatokat több helyen egyszerre, 1844-ben kezdte meg a Magyar Középponti Vasúttársaság (MKpV); az 1836. évi XXV. törvénycikk alapján. A vonalszakaszok közül
- 1846. július 15-én a Pest–Vác közötti 33 km-es, míg
- 1848. augusztus 20-án a Pozsony–Marchegg közötti 17 km-es szakaszon indult meg a forgalom.

Ez utóbbi szakaszon készült el Magyarország első vasúti alagútja.
A Vác–Pozsony szakaszon is megkezdték az előmunkálatokat.
A szabadságharc eseményei a további munkálatokat megakadályozták, majd a szabadságharc leverése után az MKpV megszűnt, vonalai az osztrák állam kezébe kerültek. Az Osztrák Államvasút–Délkeleti Államvasút (Südöstliche Staatsbahn - SÖStB) 1850-től folytatta a félbemaradt építkezéseket:
- 1850. december 16-án a Vác–Párkánynána közötti 44 km-es,
- 1851. szeptember 6-án a Párkánynána–Pozsony között még hiányzó 135 km-es vonalszakaszt adták át.

Az SÖStB anyagi nehézségei miatt vonalait, így a Budapest–Érsekújvár–Pozsony–Marchegg-vasútvonalát is 1855. január 1-jével eladta az Osztrák Államvasút-Társaság (StEG/ÁVT) részére.
A társaság
- 1868–1869-ben Pest–Vác között,
- 1872–1885 között pedig a Párkánynána–Érsekújvár–Pozsony szakaszon kiépítette a második vágányt.

A Osztrák–Magyar Államvasút-Társaságot 1890-ben államosították, így ezt a vonalat is a MÁV vette át. A MÁV 1893-ban kétvágányúsította a Vác–Párkánynána vonalszakaszt, 1896-ig pedig a még megmaradt egyvágányú szakaszokat is. A századfordulótól a MÁV vonalai közül először a felépítményt 42,8 kg/folyóméter tömegű „I”-jelű, úgynevezett góliát-sínek alkalmazásával 16,0 t tengelyterhelésre építették át.

### Két háború között
Az első világháború a vonalat az Ipoly folyónál kettévágta az új határ. A Párkány–Marchegg közötti szakasz az újonnan létrehozott Csehszlovákia területére került.

### Az első bécsi döntéstől a második világháború végéig
Az első bécsi döntés nyomán a vonal nagy része újra Magyarország területére került. Eredetileg Cseklész és Pozsonyivánka, a későbbi településcserék után Magyarbél és Cseklész között húzódott a határvonal. A MÁV ekkor a Budapest–Párkány-Nána szakaszt a 60-as, a Párkány-Nána–Szenc(–Magyarbél) szakaszt a 61-es menetrendi mezőként jelölte.

### A második világháború után
A második világháborút követően újra az Ipoly lett a határfolyó.
A ČSD-nél
- a Párkány–Pozsony közötti szakasz a ..,
- a Pozsony–Dévényújfalu szakasz a 360, míg
- a Dévényújfalu–Marchegg szakasz a 367 számú menetrendi mező lett.

A ČSD a Párkány–Pozsony vonalszakaszt 1969-ben, a Párkány–Szob szakaszt 1971-ben 25 kV 50 Hz feszültséggel villamosította. Ugyanebben az évben a MÁV is befejezte a Budapest-Nyugati–Vác–Szob szakasz villamosítását – ugyancsak 25 kV 50 Hz feszültséggel
1993-tól a ŽSR
- a Párkány–Pozsony közötti szakaszt a 130,
- a Pozsony–Dévényújfalu szakaszt a 100, míg
- a Dévényújfalu–Marchegg szakaszt a 110 számú menetrendi mezőre számozta át.